# Richard Van Camp
Richard Van Camp (n. 8 septembrie 1971) este un scriitor și scenarist canadian de naționalitate Dogrib (Tlicho) din grupul indigen Dene, din Fort Smith, Teritoriile de Nord-Vest, Canada. Este cel mai bine cunoscut pentru romanul său din 1996 The Lesser Blessed, care a fost adaptat într-un film omonim în 2012 de Anita Doron, regizor maghiaro-canadian.

## Educație
Van Camp a urmat Școala Internațională de Scriere En'owkin, un program de masterat în Scriere Creativă la Universitatea Victoria și un masterat în Scriere Creativă la Universitatea din Columbia Britanică.

## Carieră
Predă scriere creativă cu accent pe aborigeni la Universitatea din Columbia Britanică din Vancouver și scriere și povestire creativă la Institutul de Artă și Design Emily Carr. Van Camp lucrează cu tinerii din forma de guvernare indigenă Musqueam First Nations în cadrul proeictului Musqueaum Youth.
Și-a început cariera ca stagiar scenarist pentru serialul de televiziune North of 60, produs de televiziunea CBC. De asemenea, a fost consultant scenarist și cultural pentru CBC  timp de patru sezoane.
A publicat mai multe antologii de povestiri. Cea mai mare parte a operei sale este plasată în comunitatea Fort Simmer, o variantă fictivă a orașului său natal. A publicat cărți pentru copii, poezii și romane grafice educative. A lucrat cu Healthy Aboriginal Network pentru a crea și edita romane grafice. Scrierea lui Van Camp a fost influențată de tradiția povestirii orale.
Van Camp a fost primul scriitor Dogrib care a publicat un roman. La 24 de ani a publicat The Lesser Blessed, care a fost ulterior adaptat în filmul omonim din 2012. Una dintre povestirile lui Van Camp, „Dogrib Midnight Runners”, a fost re-imaginată într-un film regizat de Zoe Leigh Hopkins și intitulat Mohawk Midnight Runners. Filmul a fost lansat în 2013 de compania Big Soul Productions. Povestea este inclusă în colecția de nuvele a lui Van Camp The Moon Letting Go din 2013. În 2018, nuvela When We Play Our Drums, They Sing a fost publicată alături de Lucy & Lola de Monique Gray Smith în antologia The Journey Forward. Cartea a fost desemnată ca finalistă pe lista scurtă pentru Premiul Burt pentru Literatură acordat pentru Primele Națiuni, Metiși și Inuiți. Colecția sa de proză scurtă, Moccasin Square Gardens, a fost publicată în 2019. În 2017, a fost scriitorul în rezidență al Bibliotecilor Metro din Edmonton.

## Distincții
Van Camp a primit Premiul R. Ross Arnett pentru literatură pentru copii pentru cartea Little You. În 2013 a câștigat Premiul Georges Bugnet pentru ficțiune pentru antologia de povestiri Godless but Loyal to Heaven. Van Camp a primit nominalizări pe lista scurtă pentru ReLit Award pentru ficțiune scurtă în 2010, pentru The Moon of Letting Go, în 2016 pentru Night Moves și în 2020 pentru Moccasin Square Gardens.

## Opere

### Romane
- The Lesser Blessed (Douglas & McIntyre, 1996)
- Whistle (Pearson Canada, 2015)

### Nuvele
- When We Play Our Drums, They Sing! (2018)

### Antologii de proză scurtă
- Angel Wing Splash Pattern (Kegedonce Press, 2002)
- Godless but Loyal to Heaven (Enfield & Wizenty, 2013)
- The Moon of Letting Go (Enfield & Wizenty, 2010)
- Night Moves (Enfield & Wizenty, 2015)
- Moccasin Square Gardens (2019)

### Literatură pentru copii
- A Man Called Raven (Lee & Low Books, 1997)

- What's the Most Beautiful Thing You Know About Horses? (Children's Book Press, 2003)
- Welcome Song for Baby (Orca Books, 2007)
- Blessing Wendy (Orca Books, 2008)
- Nighty Night (McKellar & Martin, 2012)
- Little You (Orca Books, 2013)
- We Sang You Home (Orca Books, 2016)
- Kiss by Kiss (Orca Books, 2018)
- May We Have Enough to Share (Orca Books, 2019)

### Romane grafice
- Path of the Warrior (Healthy Aboriginal Network, 2010)
- Kiss Me Deadly (Healthy Aboriginal Network, 2011)
- Three Feathers (Portage & Main Press, 2015)
- A Blanket of Butterflies (Portage & Main Press, 2015)
- The Blue Raven ( Pearson Canada, 2015)
- Spirit ( South Slave Divisional Education Council, 2015)
- A Blanket of Butterflies (Portage & Main Press, 2022)